# Dasypolia fraterna
Dasypolia fraterna là một loài bướm đêm trong họ Noctuidae.